# 2140 Кемерово
2140 Кемерово (енгл. 2140 Kemerovo) је астероид главног астероидног појаса са пречником од приближно 29,49 .
Афел астероида је на удаљености од 3,151 астрономских јединица (АЈ) од Сунца, а перихел на 2,825 АЈ.
Ексцентрицитет орбите износи 0,054, инклинација (нагиб) орбите у односу на раван еклиптике 6,983 степени, а орбитални период износи 1886,874 дана (5,165 година).
Апсолутна магнитуда астероида је 10,90 а геометријски албедо 0,088.
Астероид је откривен 3. августа 1970. године.